# Еннеасарторит
Еннеасарторит — дуже рідкісний мінерал з формулою Tl6Pb32As70S140. Належить до гомологічного ряду сарториту. Він пов'язаний з іншими нещодавно схваленими мінералами серії сарториту: хендекасарторитом і гептасарторитом. Усі походять із кар'єру Ленгенбах у Швейцарії, який славиться сульфосолями талію. Еннеасарторит за хімічною структурою подібний до еденгартериту та хатчинсоніту.